# Phái bộ Niedermayer-Hentig

Mahendra Pratap, ở giữa, với (trái sang phải) Maulavi Barkatullah, Werner Otto von Hentig, Kazim Bey và Walter Röhr. Kabul, 1916

Phái bộ Niedermayer-Hentig là một phái bộ ngoại giao đến Afghanistan được gửi bởi Liên minh Trung tâm vào năm 1915-1919. Mục đích là để khuyến khích Afghanistan tuyên bố độc lập hoàn toàn khỏi Đế quốc Anh, tham gia Thế chiến I bên phe Liên minh Trung tâm và tấn công Ấn Độ thuộc Anh. Phái bộ là một phần của Âm mưu Ấn-Đức, một loạt các nỗ lực Ấn-Đức nhằm kích động một cuộc cách mạng dân tộc ở Ấn Độ. Được chỉ huy bởi hoàng tử Ấn Độ lưu vong Raja Mahendra Pratap, đoàn viễn chinh là một hoạt động chung của Đức và Thổ Nhĩ Kỳ và được lãnh đạo bởi các sĩ quan quân đội Đức Oskar Niedermayer và Werner Otto von Hentig. Những người tham gia khác bao gồm các thành viên của một tổ chức dân tộc Ấn Độ được gọi là Ủy ban Berlin, bao gồm Maulavi Barkatullah và Chempakaraman Pillai, trong khi người Thổ Nhĩ Kỳ được đại diện bởi Kazim Bey, một người bạn thân của Enver Pasha.
Anh coi phái bộ là một mối đe dọa nghiêm trọng. Anh và đồng minh của mình là Đế quốc Nga đã không thành công trong việc đánh chặn họ ở Ba Tư vào mùa hè năm 1915. Anh đã tiến hành một cuộc tình báo bí mật và tấn công ngoại giao, bao gồm cả sự can thiệp cá nhân của Phó vương Ấn Độ, huân tước Hardinge và vua George V để duy trì tính trung lập của Afghanistan.
Nhiệm vụ đã thất bại trong nhiệm vụ chính là tập hợp Afghanistan dưới thời Emir Habibullah Khan cho nỗ lực chiến tranh của Đức và Thổ Nhĩ Kỳ nhưng nó đã ảnh hưởng đến các sự kiện lớn khác. Ở Afghanistan, đoàn viễn chinh đã kích hoạt các cải cách và thúc đẩy tình trạng hỗn loạn chính trị lên đến đỉnh điểm trong vụ ám sát Emir năm 1919, từ đó kết thúc Chiến tranh Anh-Afghanistan lần thứ ba. Nó ảnh hưởng đến Dự án Kalmyk của người Nga thuộc đảng Bolshevik non trẻ để tuyên truyền cách mạng xã hội chủ nghĩa ở châu Á với một mục tiêu là lật đổ Raj thuộc Anh. Những hậu quả khác bao gồm việc thành lập Ủy ban Rowlatt để điều tra cuộc nổi loạn ở Ấn Độ chịu ảnh hưởng của Đức và chủ nghĩa bôn-sê-vích và những thay đổi trong cách tiếp cận của Raj đối với phong trào độc lập của Ấn Độ ngay sau Thế chiến thứ nhất.